# Jim Benedek
Jim Benedek, nato Janos Géza Benedek (Budapest, 9 luglio 1941 – 30 marzo 2009), è stato un allenatore di calcio e calciatore ungherese naturalizzato statunitense, di ruolo attaccante e difensore.
Nel 2009 è stato inserito nella Walk of Fame sita nei pressi del Toyota Stadium di Frisco (Texas).

## Carriera

### Calciatore

#### Club
Nativo dell'Ungheria, ha le prime esperienze calcistiche in Austria, per poi trasferirsi negli Stati Uniti d'America ove ha esperienze nelle leghe locali e collegiali, intramezzate da una breve militanza con i francesi del Tours.
Nel 1968 diviene un calciatore professionista, venendo ingaggiato dagli statunitensi del Houston Stars, impegnati nella neonata North American Soccer League. Con gli Stars, pur non giocando, ottenne il secondo posto della Gulf Division della NASL 1968, non riuscendo ad accedere alla fase finale del torneo.
L'anno seguente gioca nei K.C. Spurs, con cui vince la North American Soccer League 1969 giocando anche nel decisivo incontro contro i Baltimore Bays.
Nel 1970 torna in Texas, per giocare nei Dallas Tornado, franchigia nella quale militerà sino al 1973 e con cui vince il torneo del 1971, oltre che raggiungere la finale nell'edizione del 1973.
Nelle vittoriose finali del 1971, Benedek giocò per i Tornado due delle tre sfide contro i georgiani dell'Atlanta Chiefs, mancando solo nello spareggio del 19 settembre.
Con i Tornado nel 1971 vinse anche il primo campionato indoor della NASL.

#### Nazionale
Naturalizzato statunitense, Benedek giocò cinque incontri con la nazionale di calcio degli Stati Uniti d'America, di cui due validi per le qualificazioni al campionato mondiale del 1968.

### Allenatore
Lasciato il calcio giocato divenne il primo allenatore dei SMU Mustangs. Fu anche allenatore della selezione femminile dei North Lake College Blazers.

## Statistiche

### Cronologia presenze e reti in Nazionale
| Cronologia completa delle presenze e delle reti in nazionale ― Stati Uniti | Cronologia completa delle presenze e delle reti in nazionale ― Stati Uniti | Cronologia completa delle presenze e delle reti in nazionale ― Stati Uniti | Cronologia completa delle presenze e delle reti in nazionale ― Stati Uniti | Cronologia completa delle presenze e delle reti in nazionale ― Stati Uniti | Cronologia completa delle presenze e delle reti in nazionale ― Stati Uniti | Cronologia completa delle presenze e delle reti in nazionale ― Stati Uniti | Cronologia completa delle presenze e delle reti in nazionale ― Stati Uniti |
| Data                                                                       | Città                                                                      | In casa                                                                    | Risultato                                                                  | Ospiti                                                                     | Competizione                                                               | Reti                                                                       | Note                                                                       |
| -------------------------------------------------------------------------- | -------------------------------------------------------------------------- | -------------------------------------------------------------------------- | -------------------------------------------------------------------------- | -------------------------------------------------------------------------- | -------------------------------------------------------------------------- | -------------------------------------------------------------------------- | -------------------------------------------------------------------------- |
| 15-9-1968                                                                  | New York                                                                   | Stati Uniti                                                                | 3 – 3                                                                      | Israele                                                                    | Amichevole                                                                 | -                                                                          | Ingresso                                                                   |
| 21-10-1968                                                                 | Port-au-Prince                                                             | Haiti                                                                      | 5 – 2                                                                      | Stati Uniti                                                                | Amichevole                                                                 | -                                                                          |                                                                            |
| 23-10-1968                                                                 | Port-au-Prince                                                             | Haiti                                                                      | 1 – 0                                                                      | Stati Uniti                                                                | Amichevole                                                                 | -                                                                          |                                                                            |
| 2-11-1968                                                                  | Kansas City Spurs                                                          | Stati Uniti                                                                | 6 – 2                                                                      | Bermuda                                                                    | Qual. Mondiali 1970                                                        | -                                                                          | Ingresso                                                                   |
| 10-11-1968                                                                 | Hamilton                                                                   | Bermuda                                                                    | 0 – 2                                                                      | Stati Uniti                                                                | Qual. Mondiali 1970                                                        | -                                                                          |                                                                            |
| Totale                                                                     |                                                                            | Presenze                                                                   | 5                                                                          |                                                                            | Reti                                                                       | 0                                                                          |                                                                            |

## Palmarès

### Calcio
- North American Soccer League: 2

Kansas City Spurs: 1969
Dallas Tornado: 1971

### Indoor soccer
- NASL Indoor: 1

Dallas Tornado: 1971.